# NGC 7299
NGC 7299 је спирална галаксија у сазвежђу Ждрал која се налази на NGC листи објеката дубоког неба.
Деклинација објекта је - 37° 48' 35" а ректасцензија 22h 31m 33,0s. Привидна величина (магнитуда) објекта NGC 7299 износи 14,1 а фотографска магнитуда 14,8. NGC 7299 је још познат и под ознакама ESO 345-19, MCG -6-49-8, AM 2228-380, PGC 69060.